# 烏帕替尼
烏帕替尼（商品名：英語：，台灣：銳虎） ，類風濕性關節炎、乾癬性關節炎、異位性皮膚炎、溃疡性结肠炎、克隆氏症、僵直性脊椎炎和中轴型脊柱关节炎 。因療效與注射類型的蛋白質大分子生物製劑相近，在台灣又通稱為口服小分子標靶藥物。 標靶目標是JAK激酶，它與引发炎的过程有關，藥物能阻断它的作用，進而控制身體的發炎反應。因此稱為Janus激酶抑制剂  。
常见副作用包括上呼吸道感染（如感冒、鼻竇炎）、恶心、咳嗽和发烧 。
烏帕替尼在2019年獲得欧洲和美国的医疗使用許可 。